# Kathrin Thiele
Kathrin Thiele (* 1980 in Wolfen) ist eine bildende Künstlerin, die in Leipzig lebt und arbeitet. Sie zählt zu der jüngeren Generation der Maler der sogenannten Neuen Leipziger Schule.

## Leben
Kathrin Thiele wurde in Wolfen geboren und wuchs in Zörbig bei Bitterfeld auf.
Im Jahr 2000 begann sie ein Malerei-/Grafikstudium an der Hochschule für Grafik und Buchkunst Leipzig in der Fachklasse bei Arno Rink und Neo Rauch, das sie 2006 mit dem Diplom abschloss. Von 2006 bis 2009 war sie Meisterschülerin bei Neo Rauch.

## Werk
Die Gemälde, die meistens in einem dunklen Farbspektrum liegen, zeigen verlassene, atmosphärisch dichte Landschaften, die rätselhaft und geheimnisvoll wirken. Die Stimmung pendelt zwischen ruheloser Einsamkeit und drohender Gefahr.
Seit 2006 präsentiert sie ihre Werke auf zahlreichen Ausstellungen, unter anderem auf Gut Selikum Neuss, in der Anhaltischen Gemäldegalerie Dessau, dem Museum Höxter, in der Sammlung Philara Düsseldorf und in der Ausstellung KORSO kuratiert von Rosa Loy (2010).
2007 erhielt sie ein sächsisches Landesstipendium für Meisterschüler.